# Mistrovství Evropy v basketbalu žen 2009
32. mistrovství Evropy v basketbalu žen proběhlo v dnech 7. – 20. června v Lotyšsku v městech Liepāja, Riga, Valmiera.
Turnaje se zúčastnilo 16 týmů, rozdělených do čtyř čtyřčlenných skupin. První tři družstva postoupila do dvou osmifinálových skupin z nichž nejlepší čtyři družstva postoupila do Play off. Mistrem Evropy se stalo družstvo Francie.

## Výsledky a tabulky

### Základní skupiny

#### Skupina A
|    |           | ESP   | SVK   | CZE   | UKR   | V | P | Skóre   | B |
| 1. | Španělsko | ***   | 71:54 | 66:59 | 85:69 | 3 | 0 | 222:172 | 6 |
| 2. | Slovensko | 54:71 | ***   | 65:58 | 77:55 | 2 | 1 | 196:184 | 5 |
| 3. | Česko     | 59:66 | 58:65 | ***   | 79:77 | 1 | 2 | 196:208 | 4 |
| 4. | Ukrajina  | 69:85 | 55:77 | 77:79 | ***   | 0 | 3 | 191:241 | 3 |

| 7. června 2009 13:30 | Report | Ukrajina                                       | 55 – 77 | Slovensko               |  | Liepājas Olimpiskais Centrs, Liepāja Počet diváků: 500 Rozhodčí: Regis Bardera (FRA), Marius Ciulin (ROU), Jurgis Laurinavicius (LTU) |
| 7. června 2009 13:30 | Report | Skóre po čtvrtinách: 16:26, 8:24, 19:14, 12:13 |         |                         |  | Liepājas Olimpiskais Centrs, Liepāja Počet diváků: 500 Rozhodčí: Regis Bardera (FRA), Marius Ciulin (ROU), Jurgis Laurinavicius (LTU) |
| 7. června 2009 13:30 | Report | Ogorodniková 16                                | Body    | Žirková 16              |  | Liepājas Olimpiskais Centrs, Liepāja Počet diváků: 500 Rozhodčí: Regis Bardera (FRA), Marius Ciulin (ROU), Jurgis Laurinavicius (LTU) |
| 7. června 2009 13:30 | Report | Gorbunová 8                                    | Dosk.   | Kupčíková, Jurčenková 6 |  | Liepājas Olimpiskais Centrs, Liepāja Počet diváků: 500 Rozhodčí: Regis Bardera (FRA), Marius Ciulin (ROU), Jurgis Laurinavicius (LTU) |
| 7. června 2009 13:30 | Report | Dubrovinaová, Aljoškinová 3                    | Asist.  | Žirková 5               |  | Liepājas Olimpiskais Centrs, Liepāja Počet diváků: 500 Rozhodčí: Regis Bardera (FRA), Marius Ciulin (ROU), Jurgis Laurinavicius (LTU) |

| 7. června 2009 18:00 | Report | Česko                                          | 59 – 66 | Španělsko      |  | Liepājas Olimpiskais Centrs, Liepāja Počet diváků: 1 200 Rozhodčí: Gianluca Mattioli (ITA), Jasmina Tatičová (SRB), Fedor Dmitriev (BLR) |
| 7. června 2009 18:00 | Report | Skóre po čtvrtinách: 23:14, 9:18, 15:19, 12:15 |         |                |  | Liepājas Olimpiskais Centrs, Liepāja Počet diváků: 1 200 Rozhodčí: Gianluca Mattioli (ITA), Jasmina Tatičová (SRB), Fedor Dmitriev (BLR) |
| 7. června 2009 18:00 | Report | Kulichová 13                                   | Body    | Montañanová 16 |  | Liepājas Olimpiskais Centrs, Liepāja Počet diváků: 1 200 Rozhodčí: Gianluca Mattioli (ITA), Jasmina Tatičová (SRB), Fedor Dmitriev (BLR) |
| 7. června 2009 18:00 | Report | Veselá 11                                      | Dosk.   | Nicholls 11    |  | Liepājas Olimpiskais Centrs, Liepāja Počet diváků: 1 200 Rozhodčí: Gianluca Mattioli (ITA), Jasmina Tatičová (SRB), Fedor Dmitriev (BLR) |
| 7. června 2009 18:00 | Report | Veselá 5                                       | Asist.  | Aguilar 3      |  | Liepājas Olimpiskais Centrs, Liepāja Počet diváků: 1 200 Rozhodčí: Gianluca Mattioli (ITA), Jasmina Tatičová (SRB), Fedor Dmitriev (BLR) |

| 8. června 2009 13:30 | Report | Slovensko                                       | 65 – 58 | Česko        |  | Liepājas Olimpiskais Centrs, Liepāja Počet diváků: 250 Rozhodčí: Marko Juras (SRB), Jelena Černovová (RUS), Nicolas Maestre (FRA) |
| 8. června 2009 13:30 | Report | Skóre po čtvrtinách: 12:17, 23:18, 15:12, 15:11 |         |              |  | Liepājas Olimpiskais Centrs, Liepāja Počet diváků: 250 Rozhodčí: Marko Juras (SRB), Jelena Černovová (RUS), Nicolas Maestre (FRA) |
| 8. června 2009 13:30 | Report | Žirková 18                                      | Body    | Vítečková 14 |  | Liepājas Olimpiskais Centrs, Liepāja Počet diváků: 250 Rozhodčí: Marko Juras (SRB), Jelena Černovová (RUS), Nicolas Maestre (FRA) |
| 8. června 2009 13:30 | Report | Gyurcsi 9                                       | Dosk.   | Hartigová 11 |  | Liepājas Olimpiskais Centrs, Liepāja Počet diváků: 250 Rozhodčí: Marko Juras (SRB), Jelena Černovová (RUS), Nicolas Maestre (FRA) |
| 8. června 2009 13:30 | Report | Jalcová 3                                       | Asist.  | Bartoňová 3  |  | Liepājas Olimpiskais Centrs, Liepāja Počet diváků: 250 Rozhodčí: Marko Juras (SRB), Jelena Černovová (RUS), Nicolas Maestre (FRA) |

| 8. června 2009 15:45 | Report | Španělsko                                       | 85 – 59 | Ukrajina                 |  | Liepājas Olimpiskais Centrs, Liepāja Počet diváků: 250 Rozhodčí: Seffi Shemmesh (ISR), Sergej Krug (RUS), Kati Nynäs (FIN) |
| 8. června 2009 15:45 | Report | Skóre po čtvrtinách: 15:13, 24:13, 24:20, 22:13 |         |                          |  | Liepājas Olimpiskais Centrs, Liepāja Počet diváků: 250 Rozhodčí: Seffi Shemmesh (ISR), Sergej Krug (RUS), Kati Nynäs (FIN) |
| 8. června 2009 15:45 | Report | Dominguez 11                                    | Body    | Birjuková 16             |  | Liepājas Olimpiskais Centrs, Liepāja Počet diváků: 250 Rozhodčí: Seffi Shemmesh (ISR), Sergej Krug (RUS), Kati Nynäs (FIN) |
| 8. června 2009 15:45 | Report | Torrensová 5                                    | Dosk.   | Birjuková, Malašenková 5 |  | Liepājas Olimpiskais Centrs, Liepāja Počet diváků: 250 Rozhodčí: Seffi Shemmesh (ISR), Sergej Krug (RUS), Kati Nynäs (FIN) |
| 8. června 2009 15:45 | Report | Torrensová 7                                    | Asist.  | Birjuková 3              |  | Liepājas Olimpiskais Centrs, Liepāja Počet diváků: 250 Rozhodčí: Seffi Shemmesh (ISR), Sergej Krug (RUS), Kati Nynäs (FIN) |

| 9. června 2009 13:30 | Report | Ukrajina                                        | 77 – 79 | Česko        |  | Liepājas Olimpiskais Centrs, Liepāja Počet diváků: 250 Rozhodčí: Gianluca Mattioli (ITA), Fedor Dmitriev (BLR), Marius Ciulin (ROU) |
| 9. června 2009 13:30 | Report | Skóre po čtvrtinách: 21:21, 20:10, 16:13, 20:35 |         |              |  | Liepājas Olimpiskais Centrs, Liepāja Počet diváků: 250 Rozhodčí: Gianluca Mattioli (ITA), Fedor Dmitriev (BLR), Marius Ciulin (ROU) |
| 9. června 2009 13:30 | Report | Ogorodnikova 25                                 | Body    | Vitecková 16 |  | Liepājas Olimpiskais Centrs, Liepāja Počet diváků: 250 Rozhodčí: Gianluca Mattioli (ITA), Fedor Dmitriev (BLR), Marius Ciulin (ROU) |
| 9. června 2009 13:30 | Report | Žeržerunovová 8                                 | Dosk.   | Kulichová 7  |  | Liepājas Olimpiskais Centrs, Liepāja Počet diváků: 250 Rozhodčí: Gianluca Mattioli (ITA), Fedor Dmitriev (BLR), Marius Ciulin (ROU) |
| 9. června 2009 13:30 | Report | Birjuková 6                                     | Asist.  | Veselá 6     |  | Liepājas Olimpiskais Centrs, Liepāja Počet diváků: 250 Rozhodčí: Gianluca Mattioli (ITA), Fedor Dmitriev (BLR), Marius Ciulin (ROU) |

| 9. června 2009 15:45 | Report | Španělsko                                       | 71 – 54 | Slovensko |  | Liepājas Olimpiskais Centrs, Liepāja Počet diváků: 300 Rozhodčí: Mehmet Keseratar (TUR), Regis Bardera (FRA), Aare Halliko (EST) |
| 9. června 2009 15:45 | Report | Skóre po čtvrtinách: 17:16, 20:14, 16:10, 18:14 |         |           |  | Liepājas Olimpiskais Centrs, Liepāja Počet diváků: 300 Rozhodčí: Mehmet Keseratar (TUR), Regis Bardera (FRA), Aare Halliko (EST) |
| 9. června 2009 15:45 | Report | Montañanová 24                                  | Body    | Žirková 9 |  | Liepājas Olimpiskais Centrs, Liepāja Počet diváků: 300 Rozhodčí: Mehmet Keseratar (TUR), Regis Bardera (FRA), Aare Halliko (EST) |
| 9. června 2009 15:45 | Report | Nicholls 7                                      | Dosk.   | Gyurcsi 8 |  | Liepājas Olimpiskais Centrs, Liepāja Počet diváků: 300 Rozhodčí: Mehmet Keseratar (TUR), Regis Bardera (FRA), Aare Halliko (EST) |
| 9. června 2009 15:45 | Report | Palauová 5                                      | Asist.  | Žirková 3 |  | Liepājas Olimpiskais Centrs, Liepāja Počet diváků: 300 Rozhodčí: Mehmet Keseratar (TUR), Regis Bardera (FRA), Aare Halliko (EST) |

#### Skupina B
|    |          | LAT   | POL   | GRE   | HUN   | V | P | Skóre   | B |
| 1. | Lotyšsko | ***   | 86:52 | 70:68 | 76:59 | 3 | 0 | 232:179 | 6 |
| 2. | Polsko   | 52:86 | ***   | 62:60 | 60:53 | 2 | 1 | 174:199 | 5 |
| 3. | Řecko    | 68:70 | 60:62 | ***   | 59:43 | 1 | 2 | 187:175 | 4 |
| 4. | Maďarsko | 59:76 | 53:60 | 43:59 | ***   | 0 | 3 | 155:195 | 3 |

| 7. června 2009 15:45 | Report | Řecko                                         | 59 – 43 | Maďarsko         |  | Liepājas Olimpiskais Centrs, Liepāja Počet diváků: 350 Rozhodčí: Nicolas Maestre (FRA), Jelena Černovová (RUS), Aare Halliko (EST) |
| 7. června 2009 15:45 | Report | Skóre po čtvrtinách: 16:4, 18:8, 10:20, 15:11 |         |                  |  | Liepājas Olimpiskais Centrs, Liepāja Počet diváků: 350 Rozhodčí: Nicolas Maestre (FRA), Jelena Černovová (RUS), Aare Halliko (EST) |
| 7. června 2009 15:45 | Report | Kaltsidou, Maltsi 19                          | Body    | Fegyverneky 11   |  | Liepājas Olimpiskais Centrs, Liepāja Počet diváků: 350 Rozhodčí: Nicolas Maestre (FRA), Jelena Černovová (RUS), Aare Halliko (EST) |
| 7. června 2009 15:45 | Report | Papamichail 8                                 | Dosk.   | Englert, Vajda 8 |  | Liepājas Olimpiskais Centrs, Liepāja Počet diváků: 350 Rozhodčí: Nicolas Maestre (FRA), Jelena Černovová (RUS), Aare Halliko (EST) |
| 7. června 2009 15:45 | Report | Kalentzou 4                                   | Asist.  | Németh 5         |  | Liepājas Olimpiskais Centrs, Liepāja Počet diváků: 350 Rozhodčí: Nicolas Maestre (FRA), Jelena Černovová (RUS), Aare Halliko (EST) |

| 7. června 2009 20:30 | Report | Lotyšsko                                        | 86 – 52 | Polsko    |  | Liepājas Olimpiskais Centrs, Liepāja Počet diváků: 2 492 Rozhodčí: Seffi Shemmesh (ISR), Sergej Krug (RUS), Kati Nynäs (FIN) |
| 7. června 2009 20:30 | Report | Skóre po čtvrtinách: 24:12, 18:10, 20:15, 24:15 |         |           |  | Liepājas Olimpiskais Centrs, Liepāja Počet diváků: 2 492 Rozhodčí: Seffi Shemmesh (ISR), Sergej Krug (RUS), Kati Nynäs (FIN) |
| 7. června 2009 20:30 | Report | Jēkabsone-Žogota 20                             | Body    | Kobryn 15 |  | Liepājas Olimpiskais Centrs, Liepāja Počet diváků: 2 492 Rozhodčí: Seffi Shemmesh (ISR), Sergej Krug (RUS), Kati Nynäs (FIN) |
| 7. června 2009 20:30 | Report | Tamane 8                                        | Dosk.   | Kobryn 6  |  | Liepājas Olimpiskais Centrs, Liepāja Počet diváků: 2 492 Rozhodčí: Seffi Shemmesh (ISR), Sergej Krug (RUS), Kati Nynäs (FIN) |
| 7. června 2009 20:30 | Report | Jēkabsone-Žogota 4                              | Asist.  | 6 hráčů 1 |  | Liepājas Olimpiskais Centrs, Liepāja Počet diváků: 2 492 Rozhodčí: Seffi Shemmesh (ISR), Sergej Krug (RUS), Kati Nynäs (FIN) |

| 8. června 2009 18:00 | Report | Polsko                                          | 62 – 60 | Řecko         |  | Liepājas Olimpiskais Centrs, Liepāja Počet diváků: 1 500 Rozhodčí: Gianluca Mattioli (ITA), Regis Bardera (FRA), Jurgis Laurinavicius (LTU) |
| 8. června 2009 18:00 | Report | Skóre po čtvrtinách: 16:14, 15:12, 12:18, 19:14 |         |               |  | Liepājas Olimpiskais Centrs, Liepāja Počet diváků: 1 500 Rozhodčí: Gianluca Mattioli (ITA), Regis Bardera (FRA), Jurgis Laurinavicius (LTU) |
| 8. června 2009 18:00 | Report | Kobryn 17                                       | Body    | Maltsi 21     |  | Liepājas Olimpiskais Centrs, Liepāja Počet diváků: 1 500 Rozhodčí: Gianluca Mattioli (ITA), Regis Bardera (FRA), Jurgis Laurinavicius (LTU) |
| 8. června 2009 18:00 | Report | Kobryn, Leciejewska 12                          | Dosk.   | Papamichail 6 |  | Liepājas Olimpiskais Centrs, Liepāja Počet diváků: 1 500 Rozhodčí: Gianluca Mattioli (ITA), Regis Bardera (FRA), Jurgis Laurinavicius (LTU) |
| 8. června 2009 18:00 | Report | Walich, Jeziorna 2                              | Asist.  | Kalentzou 5   |  | Liepājas Olimpiskais Centrs, Liepāja Počet diváků: 1 500 Rozhodčí: Gianluca Mattioli (ITA), Regis Bardera (FRA), Jurgis Laurinavicius (LTU) |

| 8. června 2009 20:15 | Report | Maďarsko                                        | 59 – 76 | Lotyšsko            |  | Liepājas Olimpiskais Centrs, Liepāja Počet diváků: 2 492 Rozhodčí: Mehmet Keseratar (TUR), Jasmina Tatičová (SRB), Fedor Dmitriev (BLR) |
| 8. června 2009 20:15 | Report | Skóre po čtvrtinách: 11:20, 13:20, 17:17, 18:19 |         |                     |  | Liepājas Olimpiskais Centrs, Liepāja Počet diváků: 2 492 Rozhodčí: Mehmet Keseratar (TUR), Jasmina Tatičová (SRB), Fedor Dmitriev (BLR) |
| 8. června 2009 20:15 | Report | Vajda 16                                        | Body    | Jēkabsone-Žogota 25 |  | Liepājas Olimpiskais Centrs, Liepāja Počet diváků: 2 492 Rozhodčí: Mehmet Keseratar (TUR), Jasmina Tatičová (SRB), Fedor Dmitriev (BLR) |
| 8. června 2009 20:15 | Report | Horti 5                                         | Dosk.   | Tamane 11           |  | Liepājas Olimpiskais Centrs, Liepāja Počet diváků: 2 492 Rozhodčí: Mehmet Keseratar (TUR), Jasmina Tatičová (SRB), Fedor Dmitriev (BLR) |
| 8. června 2009 20:15 | Report | Horti 3                                         | Asist.  | Jēkabsone-Žogota 5  |  | Liepājas Olimpiskais Centrs, Liepāja Počet diváků: 2 492 Rozhodčí: Mehmet Keseratar (TUR), Jasmina Tatičová (SRB), Fedor Dmitriev (BLR) |

| 9. června 2009 18:00 | Report | Polsko                                          | 60 – 53 | Maďarsko  |  | Liepājas Olimpiskais Centrs, Liepāja Počet diváků: 1 500 Rozhodčí: Nicolas Maestre (FRA), Kati Nynäs (FIN), Sergej Krug (RUS) |
| 9. června 2009 18:00 | Report | Skóre po čtvrtinách: 13:16, 14:17, 15:10, 18:10 |         |           |  | Liepājas Olimpiskais Centrs, Liepāja Počet diváků: 1 500 Rozhodčí: Nicolas Maestre (FRA), Kati Nynäs (FIN), Sergej Krug (RUS) |
| 9. června 2009 18:00 | Report | Kobryn 11                                       | Body    | Vajda 18  |  | Liepājas Olimpiskais Centrs, Liepāja Počet diváků: 1 500 Rozhodčí: Nicolas Maestre (FRA), Kati Nynäs (FIN), Sergej Krug (RUS) |
| 9. června 2009 18:00 | Report | Kobryn 9                                        | Dosk.   | Vajda 10  |  | Liepājas Olimpiskais Centrs, Liepāja Počet diváků: 1 500 Rozhodčí: Nicolas Maestre (FRA), Kati Nynäs (FIN), Sergej Krug (RUS) |
| 9. června 2009 18:00 | Report | Jeziorna 3                                      | Asist.  | 3 hráči 2 |  | Liepājas Olimpiskais Centrs, Liepāja Počet diváků: 1 500 Rozhodčí: Nicolas Maestre (FRA), Kati Nynäs (FIN), Sergej Krug (RUS) |

| 9. června 2009 20:15 | Report | Řecko                                         | 68 – 70 | Lotyšsko            |  | Liepājas Olimpiskais Centrs, Liepāja Počet diváků: 2 492 Rozhodčí: Seffi Shemmesh (ISR), Marko Juraš (SRB), Jelena Černovová (RUS) |
| 9. června 2009 20:15 | Report | Skóre po čtvrtinách: 15:18, 6:19, 18:6, 19:15 |         |                     |  | Liepājas Olimpiskais Centrs, Liepāja Počet diváků: 2 492 Rozhodčí: Seffi Shemmesh (ISR), Marko Juraš (SRB), Jelena Černovová (RUS) |
| 9. června 2009 20:15 | Report | Maltsi 24                                     | Body    | Jēkabsone-Žogota 26 |  | Liepājas Olimpiskais Centrs, Liepāja Počet diváků: 2 492 Rozhodčí: Seffi Shemmesh (ISR), Marko Juraš (SRB), Jelena Černovová (RUS) |
| 9. června 2009 20:15 | Report | Papamichail 11                                | Dosk.   | Tamane, Jansone7    |  | Liepājas Olimpiskais Centrs, Liepāja Počet diváků: 2 492 Rozhodčí: Seffi Shemmesh (ISR), Marko Juraš (SRB), Jelena Černovová (RUS) |
| 9. června 2009 20:15 | Report | Kaltsidou 5                                   | Asist.  | Jēkabsone-Žogota 5  |  | Liepājas Olimpiskais Centrs, Liepāja Počet diváků: 2 492 Rozhodčí: Seffi Shemmesh (ISR), Marko Juraš (SRB), Jelena Černovová (RUS) |

#### Skupina C
|    |         | RUS   | TUR   | LIT   | SER   | V | P | Skóre   | B |
| 1. | Rusko   | ***   | 74:61 | 60:52 | 72:37 | 3 | 0 | 206:150 | 6 |
| 2. | Turecko | 61:74 | ***   | 69:66 | 65:55 | 2 | 1 | 195:195 | 5 |
| 3. | Litva   | 52:60 | 66:69 | ***   | 71:49 | 1 | 2 | 189:178 | 4 |
| 4. | Srbsko  | 37:72 | 55:65 | 49:71 | ***   | 0 | 3 | 141:108 | 3 |

| 7. června 2009 13:30 | Report | Litva                                           | 71 – 49 | Srbsko                   |  | Vidzemes Olimpiskais Centrs, Valmiera Počet diváků: 660 Rozhodčí: Oliver Krause (GER), Peter Bodnar (HUN), Ilona Kittlerová (CZE) |
| 7. června 2009 13:30 | Report | Skóre po čtvrtinách: 16:10, 22:15, 14:13, 19:11 |         |                          |  | Vidzemes Olimpiskais Centrs, Valmiera Počet diváků: 660 Rozhodčí: Oliver Krause (GER), Peter Bodnar (HUN), Ilona Kittlerová (CZE) |
| 7. června 2009 13:30 | Report | Petronyte 20                                    | Body    | Perovičová 11            |  | Vidzemes Olimpiskais Centrs, Valmiera Počet diváků: 660 Rozhodčí: Oliver Krause (GER), Peter Bodnar (HUN), Ilona Kittlerová (CZE) |
| 7. června 2009 13:30 | Report | Petronyte, Valuzyte 8                           | Dosk.   | Perovičová 6             |  | Vidzemes Olimpiskais Centrs, Valmiera Počet diváků: 660 Rozhodčí: Oliver Krause (GER), Peter Bodnar (HUN), Ilona Kittlerová (CZE) |
| 7. června 2009 13:30 | Report | Valuzyte 4                                      | Asist.  | Perovičová, Radocajová 2 |  | Vidzemes Olimpiskais Centrs, Valmiera Počet diváků: 660 Rozhodčí: Oliver Krause (GER), Peter Bodnar (HUN), Ilona Kittlerová (CZE) |

| 7. června 2009 18:20 | Report | Rusko                                          | 74 – 61 | Turecko    |  | Vidzemes Olimpiskais Centrs, Valmiera Počet diváků: 1 100 Rozhodčí: Lars Klaar (SWE), Maria Argirou (GRE), Ingus Baumanis (LAT) |
| 7. června 2009 18:20 | Report | Skóre po čtvrtinách: 29:16, 11:8, 12:13, 22:24 |         |            |  | Vidzemes Olimpiskais Centrs, Valmiera Počet diváků: 1 100 Rozhodčí: Lars Klaar (SWE), Maria Argirou (GRE), Ingus Baumanis (LAT) |
| 7. června 2009 18:20 | Report | Abrosimová 16                                  | Body    | Gümüşay 11 |  | Vidzemes Olimpiskais Centrs, Valmiera Počet diváků: 1 100 Rozhodčí: Lars Klaar (SWE), Maria Argirou (GRE), Ingus Baumanis (LAT) |
| 7. června 2009 18:20 | Report | Ščegolevová, Stěpanovová 6                     | Dosk.   | Nevlin 9   |  | Vidzemes Olimpiskais Centrs, Valmiera Počet diváků: 1 100 Rozhodčí: Lars Klaar (SWE), Maria Argirou (GRE), Ingus Baumanis (LAT) |
| 7. června 2009 18:20 | Report | Ščegolevová, Stěpanovová, Osipovová 3          | Asist.  | Vardarlı 3 |  | Vidzemes Olimpiskais Centrs, Valmiera Počet diváků: 1 100 Rozhodčí: Lars Klaar (SWE), Maria Argirou (GRE), Ingus Baumanis (LAT) |

| 8. června 2009 13:30 | Report | Turecko                                         | 69 – 66 | Litva                |  | Vidzemes Olimpiskais Centrs, Valmiera Počet diváků: 400 Rozhodčí: Jaroslav Janáč (SVK), Sergej Čebyšev (UKR), Václav Lukeš (CZE) |
| 8. června 2009 13:30 | Report | Skóre po čtvrtinách: 25:13, 11:27, 14:11, 19:15 |         |                      |  | Vidzemes Olimpiskais Centrs, Valmiera Počet diváků: 400 Rozhodčí: Jaroslav Janáč (SVK), Sergej Čebyšev (UKR), Václav Lukeš (CZE) |
| 8. června 2009 13:30 | Report | Nevlin 18                                       | Body    | Stakneviciene 30     |  | Vidzemes Olimpiskais Centrs, Valmiera Počet diváků: 400 Rozhodčí: Jaroslav Janáč (SVK), Sergej Čebyšev (UKR), Václav Lukeš (CZE) |
| 8. června 2009 13:30 | Report | Nevlin 10                                       | Dosk.   | Stakneviciene 10     |  | Vidzemes Olimpiskais Centrs, Valmiera Počet diváků: 400 Rozhodčí: Jaroslav Janáč (SVK), Sergej Čebyšev (UKR), Václav Lukeš (CZE) |
| 8. června 2009 13:30 | Report | Vardarlı 9                                      | Asist.  | Bimbaite, Valuzyte 4 |  | Vidzemes Olimpiskais Centrs, Valmiera Počet diváků: 400 Rozhodčí: Jaroslav Janáč (SVK), Sergej Čebyšev (UKR), Václav Lukeš (CZE) |

| 8. června 2009 18:00 | Report | Srbsko                                       | 37 – 72 | Rusko                                    |  | Vidzemes Olimpiskais Centrs, Valmiera Počet diváků: 850 Rozhodčí: Georgios Tanatzis (GRE), Vicente Bulto (ESP), Grzegorz Bachanski (POL) |
| 8. června 2009 18:00 | Report | Skóre po čtvrtinách: 7:18, 9:14, 8:21, 13:19 |         |                                          |  | Vidzemes Olimpiskais Centrs, Valmiera Počet diváků: 850 Rozhodčí: Georgios Tanatzis (GRE), Vicente Bulto (ESP), Grzegorz Bachanski (POL) |
| 8. června 2009 18:00 | Report | Milovanovičová, Musovičová 6                 | Body    | Ščegolevová, Korstinová, Abrosimovová 11 |  | Vidzemes Olimpiskais Centrs, Valmiera Počet diváků: 850 Rozhodčí: Georgios Tanatzis (GRE), Vicente Bulto (ESP), Grzegorz Bachanski (POL) |
| 8. června 2009 18:00 | Report | Puskar 7                                     | Dosk.   | Kuzinová 7                               |  | Vidzemes Olimpiskais Centrs, Valmiera Počet diváků: 850 Rozhodčí: Georgios Tanatzis (GRE), Vicente Bulto (ESP), Grzegorz Bachanski (POL) |
| 8. června 2009 18:00 | Report | Milovanovičová 2                             | Asist.  | Artěšinová 6                             |  | Vidzemes Olimpiskais Centrs, Valmiera Počet diváků: 850 Rozhodčí: Georgios Tanatzis (GRE), Vicente Bulto (ESP), Grzegorz Bachanski (POL) |

| 9. června 2009 13:30 | Report | Turecko                                        | 65 – 55 | Srbsko         |  | Vidzemes Olimpiskais Centrs, Valmiera Počet diváků: 500 Rozhodčí: Juris Kokainis (LAT), Antonio Conde (ESP), Peter Bodnar (HUN) |
| 9. června 2009 13:30 | Report | Skóre po čtvrtinách: 21:11, 10:24, 20:8, 14:12 |         |                |  | Vidzemes Olimpiskais Centrs, Valmiera Počet diváků: 500 Rozhodčí: Juris Kokainis (LAT), Antonio Conde (ESP), Peter Bodnar (HUN) |
| 9. června 2009 13:30 | Report | İvegin-Karslı 21                               | Body    | Petrovičová 14 |  | Vidzemes Olimpiskais Centrs, Valmiera Počet diváků: 500 Rozhodčí: Juris Kokainis (LAT), Antonio Conde (ESP), Peter Bodnar (HUN) |
| 9. června 2009 13:30 | Report | Nevlin 7                                       | Dosk.   | Petrovičová 5  |  | Vidzemes Olimpiskais Centrs, Valmiera Počet diváků: 500 Rozhodčí: Juris Kokainis (LAT), Antonio Conde (ESP), Peter Bodnar (HUN) |
| 9. června 2009 13:30 | Report | Vardarlı 6                                     | Asist.  | 4 hráči 2      |  | Vidzemes Olimpiskais Centrs, Valmiera Počet diváků: 500 Rozhodčí: Juris Kokainis (LAT), Antonio Conde (ESP), Peter Bodnar (HUN) |

| 9. června 2009 20:15 | Report | Litva                                         | 52 – 60 | Rusko          |  | Vidzemes Olimpiskais Centrs, Valmiera Počet diváků: 1 200 Rozhodčí: Lars Klaar (SWE), Oliver Krause (GER), Ilona Kittlerová (CZE) |
| 9. června 2009 20:15 | Report | Skóre po čtvrtinách: 8:13, 19:10, 19:22, 6:15 |         |                |  | Vidzemes Olimpiskais Centrs, Valmiera Počet diváků: 1 200 Rozhodčí: Lars Klaar (SWE), Oliver Krause (GER), Ilona Kittlerová (CZE) |
| 9. června 2009 20:15 | Report | Petronyte 17                                  | Body    | Artěšinová 16  |  | Vidzemes Olimpiskais Centrs, Valmiera Počet diváků: 1 200 Rozhodčí: Lars Klaar (SWE), Oliver Krause (GER), Ilona Kittlerová (CZE) |
| 9. června 2009 20:15 | Report | Petronyte 9                                   | Dosk.   | Osipovová 7    |  | Vidzemes Olimpiskais Centrs, Valmiera Počet diváků: 1 200 Rozhodčí: Lars Klaar (SWE), Oliver Krause (GER), Ilona Kittlerová (CZE) |
| 9. června 2009 20:15 | Report | Valentiene 4                                  | Asist.  | Abrosimovová 6 |  | Vidzemes Olimpiskais Centrs, Valmiera Počet diváků: 1 200 Rozhodčí: Lars Klaar (SWE), Oliver Krause (GER), Ilona Kittlerová (CZE) |

#### Skupina D
|    |           | FRA   | ITA   | BLR   | ISR   | V | P | Skóre   | B |
| 1. | Francie   | ***   | 76:61 | 63:61 | 73:70 | 3 | 0 | 212:192 | 6 |
| 2. | Itálie    | 61:76 | ***   | 67:56 | 75:64 | 2 | 1 | 203:198 | 5 |
| 3. | Bělorusko | 61:63 | 58:67 | ***   | 81:76 | 1 | 2 | 200:206 | 4 |
| 4. | Izrael    | 70:73 | 64:75 | 76:81 | ***   | 0 | 3 | 201:229 | 3 |

| 7. června 2009 15:45 | Report | Bělorusko                                       | 81 – 76 | Izrael          |  | Vidzemes Olimpiskais Centrs, Valmiera Počet diváků: 430 Rozhodčí: Grzegorz Bachanski (POL), Antonio Conde (ESP), Jaroslav Janáč (SVK) |
| 7. června 2009 15:45 | Report | Skóre po čtvrtinách: 17:21, 13:17, 22:10, 29:28 |         |                 |  | Vidzemes Olimpiskais Centrs, Valmiera Počet diváků: 430 Rozhodčí: Grzegorz Bachanski (POL), Antonio Conde (ESP), Jaroslav Janáč (SVK) |
| 7. června 2009 15:45 | Report | Troinaová 16                                    | Body    | Doron 26        |  | Vidzemes Olimpiskais Centrs, Valmiera Počet diváků: 430 Rozhodčí: Grzegorz Bachanski (POL), Antonio Conde (ESP), Jaroslav Janáč (SVK) |
| 7. června 2009 15:45 | Report | Leuchanková 7                                   | Dosk.   | Levitsky 12     |  | Vidzemes Olimpiskais Centrs, Valmiera Počet diváků: 430 Rozhodčí: Grzegorz Bachanski (POL), Antonio Conde (ESP), Jaroslav Janáč (SVK) |
| 7. června 2009 15:45 | Report | Marchanková 4                                   | Asist.  | Cohen, Selwyn 4 |  | Vidzemes Olimpiskais Centrs, Valmiera Počet diváků: 430 Rozhodčí: Grzegorz Bachanski (POL), Antonio Conde (ESP), Jaroslav Janáč (SVK) |

| 7. června 2009 20:30 | Report | Itálie                                          | 61 – 76 | Francie     |  | Vidzemes Olimpiskais Centrs, Valmiera Počet diváků: 450 Rozhodčí: Vicente Bulto (ESP), Sergej Čebyšev(UKR), Václav Lukeš (CZE) |
| 7. června 2009 20:30 | Report | Skóre po čtvrtinách: 14:15, 19:19, 11:23, 17:19 |         |             |  | Vidzemes Olimpiskais Centrs, Valmiera Počet diváků: 450 Rozhodčí: Vicente Bulto (ESP), Sergej Čebyšev(UKR), Václav Lukeš (CZE) |
| 7. června 2009 20:30 | Report | Macchi 16                                       | Body    | Grudaová 23 |  | Vidzemes Olimpiskais Centrs, Valmiera Počet diváků: 450 Rozhodčí: Vicente Bulto (ESP), Sergej Čebyšev(UKR), Václav Lukeš (CZE) |
| 7. června 2009 20:30 | Report | Macchi 5                                        | Dosk.   | Melain 8    |  | Vidzemes Olimpiskais Centrs, Valmiera Počet diváků: 450 Rozhodčí: Vicente Bulto (ESP), Sergej Čebyšev(UKR), Václav Lukeš (CZE) |
| 7. června 2009 20:30 | Report | Macchi, Cirone 2                                | Asist.  | Gomis 4     |  | Vidzemes Olimpiskais Centrs, Valmiera Počet diváků: 450 Rozhodčí: Vicente Bulto (ESP), Sergej Čebyšev(UKR), Václav Lukeš (CZE) |

| 8. června 2009 15:45 | Report | Izrael                                          | 64 – 75 | Itálie               |  | Vidzemes Olimpiskais Centrs, Valmiera Počet diváků: 600 Rozhodčí: Juris Kokainis (LAT), Oliver Krause (GER), Maria Argirou (GRE) |
| 8. června 2009 15:45 | Report | Skóre po čtvrtinách: 10:32, 16:14, 19:13, 19:16 |         |                      |  | Vidzemes Olimpiskais Centrs, Valmiera Počet diváků: 600 Rozhodčí: Juris Kokainis (LAT), Oliver Krause (GER), Maria Argirou (GRE) |
| 8. června 2009 15:45 | Report | Suez-Karni 18                                   | Body    | Masciadri 23         |  | Vidzemes Olimpiskais Centrs, Valmiera Počet diváků: 600 Rozhodčí: Juris Kokainis (LAT), Oliver Krause (GER), Maria Argirou (GRE) |
| 8. června 2009 15:45 | Report | Levitsky 6                                      | Dosk.   | Alexander 10         |  | Vidzemes Olimpiskais Centrs, Valmiera Počet diváků: 600 Rozhodčí: Juris Kokainis (LAT), Oliver Krause (GER), Maria Argirou (GRE) |
| 8. června 2009 15:45 | Report | Cohen 6                                         | Asist.  | Cirone, Ballardini 4 |  | Vidzemes Olimpiskais Centrs, Valmiera Počet diváků: 600 Rozhodčí: Juris Kokainis (LAT), Oliver Krause (GER), Maria Argirou (GRE) |

| 8. června 2009 20:15 | Report | Francie                                                      | 63 – 61 | Bělorusko                    | prodl. | Vidzemes Olimpiskais Centrs, Valmiera Počet diváků: 600 Rozhodčí: Lars Klaar (SWE), Ilona Kittlerová (CZE), Peter Bodnar (HUN) |
| 8. června 2009 20:15 | Report | Skóre po čtvrtinách: 16:10, 19:15, 14:21, 10:13, Prodl.: 4:2 |         |                              | prodl. | Vidzemes Olimpiskais Centrs, Valmiera Počet diváků: 600 Rozhodčí: Lars Klaar (SWE), Ilona Kittlerová (CZE), Peter Bodnar (HUN) |
| 8. června 2009 20:15 | Report | Dumerc 15                                                    | Body    | Snytsinová 10                | prodl. | Vidzemes Olimpiskais Centrs, Valmiera Počet diváků: 600 Rozhodčí: Lars Klaar (SWE), Ilona Kittlerová (CZE), Peter Bodnar (HUN) |
| 8. června 2009 20:15 | Report | Ndongue 11                                                   | Dosk.   | Veramejenková, Leuchanková 8 | prodl. | Vidzemes Olimpiskais Centrs, Valmiera Počet diváků: 600 Rozhodčí: Lars Klaar (SWE), Ilona Kittlerová (CZE), Peter Bodnar (HUN) |
| 8. června 2009 20:15 | Report | Dumerc 5                                                     | Asist.  | Marchanková 5                | prodl. | Vidzemes Olimpiskais Centrs, Valmiera Počet diváků: 600 Rozhodčí: Lars Klaar (SWE), Ilona Kittlerová (CZE), Peter Bodnar (HUN) |

| 9. června 2009 15:45 | Report | Bělorusko                                       | 58 – 67 | Itálie                  |  | Vidzemes Olimpiskais Centrs, Valmiera Počet diváků: 800 Rozhodčí: Ingus Baumanis (LAT), Jaroslav Janáč (SVK), Georgios Tanatzis (GRE) |
| 9. června 2009 15:45 | Report | Skóre po čtvrtinách: 18:12, 12:23, 12:19, 16:13 |         |                         |  | Vidzemes Olimpiskais Centrs, Valmiera Počet diváků: 800 Rozhodčí: Ingus Baumanis (LAT), Jaroslav Janáč (SVK), Georgios Tanatzis (GRE) |
| 9. června 2009 15:45 | Report | Snytsinová 13                                   | Body    | Masciadri 20            |  | Vidzemes Olimpiskais Centrs, Valmiera Počet diváků: 800 Rozhodčí: Ingus Baumanis (LAT), Jaroslav Janáč (SVK), Georgios Tanatzis (GRE) |
| 9. června 2009 15:45 | Report | Leuchanková 7                                   | Dosk.   | Alexander, Ballardini 5 |  | Vidzemes Olimpiskais Centrs, Valmiera Počet diváků: 800 Rozhodčí: Ingus Baumanis (LAT), Jaroslav Janáč (SVK), Georgios Tanatzis (GRE) |
| 9. června 2009 15:45 | Report | Marchanková, Leuchanková 2                      | Asist.  | Cirone, Macchi, Zanon 2 |  | Vidzemes Olimpiskais Centrs, Valmiera Počet diváků: 800 Rozhodčí: Ingus Baumanis (LAT), Jaroslav Janáč (SVK), Georgios Tanatzis (GRE) |

| 9. června 2009 18:00 | Report | Francie                                         | 73 – 70 | Izrael     |  | Vidzemes Olimpiskais Centrs, Valmiera Počet diváků: 1 000 Rozhodčí: Vicente Bulto (ESP), Grzegorz Bachanski (POL), Václav Lukeš (CZE) |
| 9. června 2009 18:00 | Report | Skóre po čtvrtinách: 17:19, 19:20, 16:13, 21:18 |         |            |  | Vidzemes Olimpiskais Centrs, Valmiera Počet diváků: 1 000 Rozhodčí: Vicente Bulto (ESP), Grzegorz Bachanski (POL), Václav Lukeš (CZE) |
| 9. června 2009 18:00 | Report | Grudaová, Emilie Gomis 11                       | Body    | Cohen 30   |  | Vidzemes Olimpiskais Centrs, Valmiera Počet diváků: 1 000 Rozhodčí: Vicente Bulto (ESP), Grzegorz Bachanski (POL), Václav Lukeš (CZE) |
| 9. června 2009 18:00 | Report | Elodie Godin 8                                  | Dosk.   | Levitsky 5 |  | Vidzemes Olimpiskais Centrs, Valmiera Počet diváků: 1 000 Rozhodčí: Vicente Bulto (ESP), Grzegorz Bachanski (POL), Václav Lukeš (CZE) |
| 9. června 2009 18:00 | Report | 3 hráči 3                                       | Asist.  | 3 hráči 3  |  | Vidzemes Olimpiskais Centrs, Valmiera Počet diváků: 1 000 Rozhodčí: Vicente Bulto (ESP), Grzegorz Bachanski (POL), Václav Lukeš (CZE) |

### Osmifinále

#### Skupina A
|    |           | ESP    | SVK    | LAT    | GRE    | CZE    | POL    | V | P | Skóre   | B  |
| 1. | Španělsko | ***    | 71:54* | 67:60  | 67:48  | 66:59* | 67:55  | 5 | 0 | 328:266 | 10 |
| 2. | Slovensko | 54:71* | ***    | 78:69  | 57:59  | 65:58* | 67:55  | 3 | 2 | 319:313 | 8  |
| 3. | Lotyšsko  | 60:67  | 69:78  | ***    | 70:68* | 65:47  | 86:52* | 3 | 2 | 350:312 | 8  |
| 4. | Řecko     | 48:67  | 59:57  | 68:70* | ***    | 62:45  | 60:62* | 2 | 3 | 297:301 | 7  |
| 5. | Česko     | 59:66* | 58:65* | 47:65  | 45:62  | ***    | 62:45  | 1 | 4 | 291:326 | 6  |
| 6. | Polsko    | 55:67  | 56:65  | 52:86* | 62:60* | 68:82  | ***    | 1 | 4 | 293:360 | 6  |

- S hvězdičkou = zápasy započítané ze základní skupiny.

| 11. června 2009 15:15 | Report | Polsko                                        | 56 – 65 | Slovensko  |  | Aréna Riga, Riga Počet diváků: 200 Rozhodčí: Marko Juraš (SRB), Péter Bodnár (HUN), Marius Ciulin (ROU) |
| 11. června 2009 15:15 | Report | Skóre po čtvrtinách: 8:14, 20:8, 12:21, 16:22 |         |            |  | Aréna Riga, Riga Počet diváků: 200 Rozhodčí: Marko Juraš (SRB), Péter Bodnár (HUN), Marius Ciulin (ROU) |
| 11. června 2009 15:15 | Report | Bibrzycka 27                                  | Body    | Žirková 20 |  | Aréna Riga, Riga Počet diváků: 200 Rozhodčí: Marko Juraš (SRB), Péter Bodnár (HUN), Marius Ciulin (ROU) |
| 11. června 2009 15:15 | Report | Leciejewska 11                                | Dosk.   | 3 hráči 7  |  | Aréna Riga, Riga Počet diváků: 200 Rozhodčí: Marko Juraš (SRB), Péter Bodnár (HUN), Marius Ciulin (ROU) |
| 11. června 2009 15:15 | Report | Bibrzycka 3                                   | Asist.  | Žirková 4  |  | Aréna Riga, Riga Počet diváků: 200 Rozhodčí: Marko Juraš (SRB), Péter Bodnár (HUN), Marius Ciulin (ROU) |

| 11. června 2009 17:45 | Report | Řecko                                         | 48 – 67 | Španělsko      |  | Aréna Riga, Riga Počet diváků: 500 Rozhodčí: Oliver Krause (GER), Jasmina Tatičová (SRB), Jurgis Laurinavicius (LTU) |
| 11. června 2009 17:45 | Report | Skóre po čtvrtinách: 18:15, 17:24, 4:18, 9:10 |         |                |  | Aréna Riga, Riga Počet diváků: 500 Rozhodčí: Oliver Krause (GER), Jasmina Tatičová (SRB), Jurgis Laurinavicius (LTU) |
| 11. června 2009 17:45 | Report | Maltsi 26                                     | Body    | Montañanová 19 |  | Aréna Riga, Riga Počet diváků: 500 Rozhodčí: Oliver Krause (GER), Jasmina Tatičová (SRB), Jurgis Laurinavicius (LTU) |
| 11. června 2009 17:45 | Report | Papamichail 7                                 | Dosk.   | Lima 9         |  | Aréna Riga, Riga Počet diváků: 500 Rozhodčí: Oliver Krause (GER), Jasmina Tatičová (SRB), Jurgis Laurinavicius (LTU) |
| 11. června 2009 17:45 | Report | Kalentzou 4                                   | Asist.  | Aguilar 4      |  | Aréna Riga, Riga Počet diváků: 500 Rozhodčí: Oliver Krause (GER), Jasmina Tatičová (SRB), Jurgis Laurinavicius (LTU) |

| 11. června 2009 20:30 | Report | Česko                                        | 47 – 65 | Lotyšsko            |  | Aréna Riga, Riga Počet diváků: 5 600 Rozhodčí: Lars Klaar (SWE), Mehmet Keseratar (TUR), Sergej Čebyšev(UKR) |
| 11. června 2009 20:30 | Report | Skóre po čtvrtinách: 23:19, 8:15, 7:19, 9:12 |         |                     |  | Aréna Riga, Riga Počet diváků: 5 600 Rozhodčí: Lars Klaar (SWE), Mehmet Keseratar (TUR), Sergej Čebyšev(UKR) |
| 11. června 2009 20:30 | Report | Vítečková 16                                 | Body    | Jēkabsone-Žogota 25 |  | Aréna Riga, Riga Počet diváků: 5 600 Rozhodčí: Lars Klaar (SWE), Mehmet Keseratar (TUR), Sergej Čebyšev(UKR) |
| 11. června 2009 20:30 | Report | Hartigová 6                                  | Dosk.   | Tamane 9            |  | Aréna Riga, Riga Počet diváků: 5 600 Rozhodčí: Lars Klaar (SWE), Mehmet Keseratar (TUR), Sergej Čebyšev(UKR) |
| 11. června 2009 20:30 | Report | Batoňová, Kulichová 3                        | Asist.  | Jēkabsone-Žogota 4  |  | Aréna Riga, Riga Počet diváků: 5 600 Rozhodčí: Lars Klaar (SWE), Mehmet Keseratar (TUR), Sergej Čebyšev(UKR) |

| 13. června 2009 15:15 | Report | Řecko                                          | 62 – 45 | Česko        |  | Aréna Riga, Riga Počet diváků: 300 Rozhodčí: Nicolas Maestre (FRA), Sergej Krug (RUS), Kati Nynäs (FIN) |
| 13. června 2009 15:15 | Report | Skóre po čtvrtinách: 16:11, 14:11, 12:16, 20:7 |         |              |  | Aréna Riga, Riga Počet diváků: 300 Rozhodčí: Nicolas Maestre (FRA), Sergej Krug (RUS), Kati Nynäs (FIN) |
| 13. června 2009 15:15 | Report | Maltsi 24                                      | Body    | Veselá 15    |  | Aréna Riga, Riga Počet diváků: 300 Rozhodčí: Nicolas Maestre (FRA), Sergej Krug (RUS), Kati Nynäs (FIN) |
| 13. června 2009 15:15 | Report | Papamichail 11                                 | Dosk.   | Kulichová 11 |  | Aréna Riga, Riga Počet diváků: 300 Rozhodčí: Nicolas Maestre (FRA), Sergej Krug (RUS), Kati Nynäs (FIN) |
| 13. června 2009 15:15 | Report | Kalentzou 7                                    | Asist.  | 3 hráči 2    |  | Aréna Riga, Riga Počet diváků: 300 Rozhodčí: Nicolas Maestre (FRA), Sergej Krug (RUS), Kati Nynäs (FIN) |

| 13. června 2009 17:15 | Report | Španělsko                                      | 67 – 65 | Polsko             |  | Aréna Riga, Riga Počet diváků: 500 Rozhodčí: Fedor Dmitriev (BLR), Jelena Černovová (RUS), Sergej Čebyšev (UKR) |
| 13. června 2009 17:15 | Report | Skóre po čtvrtinách: 13:15, 18:24, 22:6, 14:10 |         |                    |  | Aréna Riga, Riga Počet diváků: 500 Rozhodčí: Fedor Dmitriev (BLR), Jelena Černovová (RUS), Sergej Čebyšev (UKR) |
| 13. června 2009 17:15 | Report | Montañanová 16                                 | Body    | Leciejewska 15     |  | Aréna Riga, Riga Počet diváků: 500 Rozhodčí: Fedor Dmitriev (BLR), Jelena Černovová (RUS), Sergej Čebyšev (UKR) |
| 13. června 2009 17:15 | Report | Palauová 7                                     | Dosk.   | Kobryn 7           |  | Aréna Riga, Riga Počet diváků: 500 Rozhodčí: Fedor Dmitriev (BLR), Jelena Černovová (RUS), Sergej Čebyšev (UKR) |
| 13. června 2009 17:15 | Report | Palauová 4                                     | Asist.  | Bibrzycka, Gajda 3 |  | Aréna Riga, Riga Počet diváků: 500 Rozhodčí: Fedor Dmitriev (BLR), Jelena Černovová (RUS), Sergej Čebyšev (UKR) |

| 13. června 2009 20:15 | Report | Slovensko                                       | 78 – 69 | Lotyšsko            |  | Aréna Riga, Riga Počet diváků: 6 000 Rozhodčí: Gianluca Mattioli (ITA), Jasmina Tatičová (SRB), Regis Bardera (FRA) |
| 13. června 2009 20:15 | Report | Skóre po čtvrtinách: 15:17, 17:19, 29:17, 17:16 |         |                     |  | Aréna Riga, Riga Počet diváků: 6 000 Rozhodčí: Gianluca Mattioli (ITA), Jasmina Tatičová (SRB), Regis Bardera (FRA) |
| 13. června 2009 20:15 | Report | Žirková 24                                      | Body    | Jēkabsone-Žogota 20 |  | Aréna Riga, Riga Počet diváků: 6 000 Rozhodčí: Gianluca Mattioli (ITA), Jasmina Tatičová (SRB), Regis Bardera (FRA) |
| 13. června 2009 20:15 | Report | Hricková 8                                      | Dosk.   | Basko 7             |  | Aréna Riga, Riga Počet diváků: 6 000 Rozhodčí: Gianluca Mattioli (ITA), Jasmina Tatičová (SRB), Regis Bardera (FRA) |
| 13. června 2009 20:15 | Report | Gyurcsi, Carnoká 4                              | Asist.  | Jēkabsone-Žogota 4  |  | Aréna Riga, Riga Počet diváků: 6 000 Rozhodčí: Gianluca Mattioli (ITA), Jasmina Tatičová (SRB), Regis Bardera (FRA) |

| 15. června 2009 15:15 | Report | Slovensko                                      | 57 – 59 | Řecko          |  | Aréna Riga, Riga Počet diváků: 300 Rozhodčí: Oliver Krause (GER), Marius Ciulin (ROU), Jelena Černovová(RUS) |
| 15. června 2009 15:15 | Report | Skóre po čtvrtinách: 16:17, 20:16, 7:13, 14:13 |         |                |  | Aréna Riga, Riga Počet diváků: 300 Rozhodčí: Oliver Krause (GER), Marius Ciulin (ROU), Jelena Černovová(RUS) |
| 15. června 2009 15:15 | Report | Zirková 13                                     | Body    | Maltsi 22      |  | Aréna Riga, Riga Počet diváků: 300 Rozhodčí: Oliver Krause (GER), Marius Ciulin (ROU), Jelena Černovová(RUS) |
| 15. června 2009 15:15 | Report | Kupcikova 11                                   | Dosk.   | Papamichail 10 |  | Aréna Riga, Riga Počet diváků: 300 Rozhodčí: Oliver Krause (GER), Marius Ciulin (ROU), Jelena Černovová(RUS) |
| 15. června 2009 15:15 | Report | Gyurcsi 4                                      | Asist.  | Kalentzou 5    |  | Aréna Riga, Riga Počet diváků: 300 Rozhodčí: Oliver Krause (GER), Marius Ciulin (ROU), Jelena Černovová(RUS) |

| 15. června 2009 17:15 | Report | Polsko                                          | 68 – 82 | Česko        |  | Aréna Riga, Riga Počet diváků: 350 Rozhodčí: Gianluca Mattioli (ITA), Jurgis Laurinavicius (LTU), Aare Halliko (EST) |
| 15. června 2009 17:15 | Report | Skóre po čtvrtinách: 14:21, 13:22, 21:19, 20:20 |         |              |  | Aréna Riga, Riga Počet diváků: 350 Rozhodčí: Gianluca Mattioli (ITA), Jurgis Laurinavicius (LTU), Aare Halliko (EST) |
| 15. června 2009 17:15 | Report | Leciejewska 12                                  | Body    | Hartigová 17 |  | Aréna Riga, Riga Počet diváků: 350 Rozhodčí: Gianluca Mattioli (ITA), Jurgis Laurinavicius (LTU), Aare Halliko (EST) |
| 15. června 2009 17:15 | Report | Leciejewska 6                                   | Dosk.   | Veselá 6     |  | Aréna Riga, Riga Počet diváků: 350 Rozhodčí: Gianluca Mattioli (ITA), Jurgis Laurinavicius (LTU), Aare Halliko (EST) |
| 15. června 2009 17:15 | Report | Pawlak 2                                        | Asist.  | Bednářová 5  |  | Aréna Riga, Riga Počet diváků: 350 Rozhodčí: Gianluca Mattioli (ITA), Jurgis Laurinavicius (LTU), Aare Halliko (EST) |

| 15. června 2009 20:15 | Report | Lotyšsko                                        | 60 – 67 | Španělsko      |  | Aréna Riga, Riga Počet diváků: 7 900 Rozhodčí: Mehmet Keseratar (TUR), Nicolas Maestre (FRA), Peter Bodnar (HUN) |
| 15. června 2009 20:15 | Report | Skóre po čtvrtinách: 19:17, 13:14, 17:16, 11:20 |         |                |  | Aréna Riga, Riga Počet diváků: 7 900 Rozhodčí: Mehmet Keseratar (TUR), Nicolas Maestre (FRA), Peter Bodnar (HUN) |
| 15. června 2009 20:15 | Report | Jēkabsone-Žogota 18                             | Body    | Montañanová 25 |  | Aréna Riga, Riga Počet diváků: 7 900 Rozhodčí: Mehmet Keseratar (TUR), Nicolas Maestre (FRA), Peter Bodnar (HUN) |
| 15. června 2009 20:15 | Report | Tamane, Basko 6                                 | Dosk.   | 3 hráči 5      |  | Aréna Riga, Riga Počet diváků: 7 900 Rozhodčí: Mehmet Keseratar (TUR), Nicolas Maestre (FRA), Peter Bodnar (HUN) |
| 15. června 2009 20:15 | Report | Jēkabsone-Žogota 4                              | Asist.  | Palauová 7     |  | Aréna Riga, Riga Počet diváků: 7 900 Rozhodčí: Mehmet Keseratar (TUR), Nicolas Maestre (FRA), Peter Bodnar (HUN) |

#### Skupina B
|    |           | FRA    | RUS    | BLR    | ITA    | TUR    | LIT    | V | P | Skóre   | B  |
| 1. | Francie   | ***    | 72:66  | 63:61* | 76:61* | 55:43  | 57:55  | 5 | 0 | 323:286 | 10 |
| 2. | Rusko     | 66:72  | ***    | 66:51  | 67:59  | 74:61* | 60:52* | 4 | 1 | 333:295 | 9  |
| 3. | Bělorusko | 61:63* | 51:66  | ***    | 58:67* | 86:70  | 61:55  | 2 | 3 | 317:321 | 7  |
| 4. | Itálie    | 61:76* | 59:67  | 67:58* | ***    | 59:64  | 72:58  | 2 | 3 | 318:323 | 7  |
| 5. | Turecko   | 43:55  | 61:74* | 70:86  | 64:59  | ***    | 69:66* | 1 | 4 | 307:340 | 6  |
| 6. | Litva     | 55:57  | 50:60* | 55:61  | 58:72  | 66:69* | ***    | 0 | 5 | 286:319 | 5  |

- S hvězdičkou = zápasy započítané ze základní skupiny.

| 12. června 2009 15:15 | Report | Itálie                                         | 59 – 64 | Turecko     |  | Aréna Riga, Riga Počet diváků: 200 Rozhodčí: Vicente Bulto (ESP), Ilona Kittlerová (CZE), Aare Halliko (EST) |
| 12. června 2009 15:15 | Report | Skóre po čtvrtinách: 16:20, 8:13, 15:18, 20:13 |         |             |  | Aréna Riga, Riga Počet diváků: 200 Rozhodčí: Vicente Bulto (ESP), Ilona Kittlerová (CZE), Aare Halliko (EST) |
| 12. června 2009 15:15 | Report | Macchi 17                                      | Body    | Vardarlı 18 |  | Aréna Riga, Riga Počet diváků: 200 Rozhodčí: Vicente Bulto (ESP), Ilona Kittlerová (CZE), Aare Halliko (EST) |
| 12. června 2009 15:15 | Report | Macchi 10                                      | Dosk.   | Vardarlı 9  |  | Aréna Riga, Riga Počet diváků: 200 Rozhodčí: Vicente Bulto (ESP), Ilona Kittlerová (CZE), Aare Halliko (EST) |
| 12. června 2009 15:15 | Report | Masciadri, Cirone 2                            | Asist.  | 4 hráči 2   |  | Aréna Riga, Riga Počet diváků: 200 Rozhodčí: Vicente Bulto (ESP), Ilona Kittlerová (CZE), Aare Halliko (EST) |

| 12. června 2009 17:15 | Report | Bělorusko                                      | 51 – 66 | Rusko                     |  | Aréna Riga, Riga Počet diváků: 300 Rozhodčí: Seffi Shemmesh (ISR), Václav Lukeš (CZE), Antonio Conde (ESP) |
| 12. června 2009 17:15 | Report | Skóre po čtvrtinách: 15:18, 8:14, 13:18, 15:16 |         |                           |  | Aréna Riga, Riga Počet diváků: 300 Rozhodčí: Seffi Shemmesh (ISR), Václav Lukeš (CZE), Antonio Conde (ESP) |
| 12. června 2009 17:15 | Report | Leuchanková 14                                 | Body    | Stěpanovová 17            |  | Aréna Riga, Riga Počet diváků: 300 Rozhodčí: Seffi Shemmesh (ISR), Václav Lukeš (CZE), Antonio Conde (ESP) |
| 12. června 2009 17:15 | Report | Leuchanková 9                                  | Dosk.   | Stěpanovová, Korstinová 8 |  | Aréna Riga, Riga Počet diváků: 300 Rozhodčí: Seffi Shemmesh (ISR), Václav Lukeš (CZE), Antonio Conde (ESP) |
| 12. června 2009 17:15 | Report | Marchanková 3                                  | Asist.  | 3 hráči 3                 |  | Aréna Riga, Riga Počet diváků: 300 Rozhodčí: Seffi Shemmesh (ISR), Václav Lukeš (CZE), Antonio Conde (ESP) |

| 12. června 2009 20:15 | Report | Litva                                          | 55 – 57 | Francie     |  | Aréna Riga, Riga Počet diváků: 300 Rozhodčí: Juris Kokainis (LAT), Marko Juraš (SRB), Georgios Tanatzis (GRE) |
| 12. června 2009 20:15 | Report | Skóre po čtvrtinách: 14:15, 22:12, 12:15, 7:15 |         |             |  | Aréna Riga, Riga Počet diváků: 300 Rozhodčí: Juris Kokainis (LAT), Marko Juraš (SRB), Georgios Tanatzis (GRE) |
| 12. června 2009 20:15 | Report | Ciudariene 17                                  | Body    | Grudaová 18 |  | Aréna Riga, Riga Počet diváků: 300 Rozhodčí: Juris Kokainis (LAT), Marko Juraš (SRB), Georgios Tanatzis (GRE) |
| 12. června 2009 20:15 | Report | Bimbaite, Stakneviciene 7                      | Dosk.   | Dumerc 9    |  | Aréna Riga, Riga Počet diváků: 300 Rozhodčí: Juris Kokainis (LAT), Marko Juraš (SRB), Georgios Tanatzis (GRE) |
| 12. června 2009 20:15 | Report | Sauliute 3                                     | Asist.  | Dumerc 8    |  | Aréna Riga, Riga Počet diváků: 300 Rozhodčí: Juris Kokainis (LAT), Marko Juraš (SRB), Georgios Tanatzis (GRE) |

| 14. června 2009 15:15 | Report | Bělorusko                                       | 61 – 55 | Litva                |  | Aréna Riga, Riga Počet diváků: 500 Rozhodčí: Vicente Bulto (ESP), Jaroslav Janáč (SVK), Grzegorz Bachanski (POL) |
| 14. června 2009 15:15 | Report | Skóre po čtvrtinách: 12:11, 25:12, 13:16, 11:16 |         |                      |  | Aréna Riga, Riga Počet diváků: 500 Rozhodčí: Vicente Bulto (ESP), Jaroslav Janáč (SVK), Grzegorz Bachanski (POL) |
| 14. června 2009 15:15 | Report | Trafimovová 15                                  | Body    | Staknevičienė 17     |  | Aréna Riga, Riga Počet diváků: 500 Rozhodčí: Vicente Bulto (ESP), Jaroslav Janáč (SVK), Grzegorz Bachanski (POL) |
| 14. června 2009 15:15 | Report | Leuchanková 14                                  | Dosk.   | Petronytė 7          |  | Aréna Riga, Riga Počet diváků: 500 Rozhodčí: Vicente Bulto (ESP), Jaroslav Janáč (SVK), Grzegorz Bachanski (POL) |
| 14. června 2009 15:15 | Report | Marchanková 7                                   | Asist.  | Bimbaitė, Valužytė 3 |  | Aréna Riga, Riga Počet diváků: 500 Rozhodčí: Vicente Bulto (ESP), Jaroslav Janáč (SVK), Grzegorz Bachanski (POL) |

| 14. června 2009 17:15 | Report | Rusko                                           | 67 – 59 | Itálie      |  | Aréna Riga, Riga Počet diváků: 500 Rozhodčí: Marko Juraš (SRB), Ingus Baumanis (LAT), Maria Argirou (GRE) |
| 14. června 2009 17:15 | Report | Skóre po čtvrtinách: 23:19, 12:10, 14:11, 18:19 |         |             |  | Aréna Riga, Riga Počet diváků: 500 Rozhodčí: Marko Juraš (SRB), Ingus Baumanis (LAT), Maria Argirou (GRE) |
| 14. června 2009 17:15 | Report | Abrosimovová 19                                 | Body    | Macchi 15   |  | Aréna Riga, Riga Počet diváků: 500 Rozhodčí: Marko Juraš (SRB), Ingus Baumanis (LAT), Maria Argirou (GRE) |
| 14. června 2009 17:15 | Report | Abrosimovová 9                                  | Dosk.   | Alexander 8 |  | Aréna Riga, Riga Počet diváků: 500 Rozhodčí: Marko Juraš (SRB), Ingus Baumanis (LAT), Maria Argirou (GRE) |
| 14. června 2009 17:15 | Report | Korstinová 5                                    | Asist.  | Macchi 3    |  | Aréna Riga, Riga Počet diváků: 500 Rozhodčí: Marko Juraš (SRB), Ingus Baumanis (LAT), Maria Argirou (GRE) |

| 14. června 2009 20:15 | Report | Turecko                                       | 43 – 55 | Francie     |  | Aréna Riga, Riga Počet diváků: 400 Rozhodčí: Lars Klaar (SWE), Seffi Shemmesh (ISR), Antonio Conde (ESP) |
| 14. června 2009 20:15 | Report | Skóre po čtvrtinách: 11:14, 9:15, 12:9, 11:17 |         |             |  | Aréna Riga, Riga Počet diváků: 400 Rozhodčí: Lars Klaar (SWE), Seffi Shemmesh (ISR), Antonio Conde (ESP) |
| 14. června 2009 20:15 | Report | Palazoğlu 12                                  | Body    | Grudaová 20 |  | Aréna Riga, Riga Počet diváků: 400 Rozhodčí: Lars Klaar (SWE), Seffi Shemmesh (ISR), Antonio Conde (ESP) |
| 14. června 2009 20:15 | Report | Horasan 7                                     | Dosk.   | Ndongue 6   |  | Aréna Riga, Riga Počet diváků: 400 Rozhodčí: Lars Klaar (SWE), Seffi Shemmesh (ISR), Antonio Conde (ESP) |
| 14. června 2009 20:15 | Report | Vardarlı 4                                    | Asist.  | Melain 6    |  | Aréna Riga, Riga Počet diváků: 400 Rozhodčí: Lars Klaar (SWE), Seffi Shemmesh (ISR), Antonio Conde (ESP) |

| 16. června 2009 15:15 | Report | Itálie                                         | 72 – 58 | Litva       |  | Aréna Riga, Riga Počet diváků: 250 Rozhodčí: Lars Klaar (SWE), Ingus Baumanis (LAT), Antonio Conde (ESP) |
| 16. června 2009 15:15 | Report | Skóre po čtvrtinách: 21:19, 10:18, 17:6, 24:15 |         |             |  | Aréna Riga, Riga Počet diváků: 250 Rozhodčí: Lars Klaar (SWE), Ingus Baumanis (LAT), Antonio Conde (ESP) |
| 16. června 2009 15:15 | Report | Alexander 17                                   | Body    | Bimbaitė 17 |  | Aréna Riga, Riga Počet diváků: 250 Rozhodčí: Lars Klaar (SWE), Ingus Baumanis (LAT), Antonio Conde (ESP) |
| 16. června 2009 15:15 | Report | Alexander 7                                    | Dosk.   | Petronytė 9 |  | Aréna Riga, Riga Počet diváků: 250 Rozhodčí: Lars Klaar (SWE), Ingus Baumanis (LAT), Antonio Conde (ESP) |
| 16. června 2009 15:15 | Report | Alexander, Ballardini 3                        | Asist.  | 3 hráči 3   |  | Aréna Riga, Riga Počet diváků: 250 Rozhodčí: Lars Klaar (SWE), Ingus Baumanis (LAT), Antonio Conde (ESP) |

| 16. června 2009 17:15 | Report | Turecko                                         | 70 – 86 | Bělorusko                  |  | Aréna Riga, Riga Počet diváků: 350 Rozhodčí: Juris Kokainis (LAT), Georgios Tanatzis (GRE), Sergej Čebyšev (UKR) |
| 16. června 2009 17:15 | Report | Skóre po čtvrtinách: 21:27, 16:18, 21:22, 12:19 |         |                            |  | Aréna Riga, Riga Počet diváků: 350 Rozhodčí: Juris Kokainis (LAT), Georgios Tanatzis (GRE), Sergej Čebyšev (UKR) |
| 16. června 2009 17:15 | Report | Nevlin 20                                       | Body    | Snytsinová 19              |  | Aréna Riga, Riga Počet diváků: 350 Rozhodčí: Juris Kokainis (LAT), Georgios Tanatzis (GRE), Sergej Čebyšev (UKR) |
| 16. června 2009 17:15 | Report | İvegin, Nevlin 5                                | Dosk.   | Leuchanková, Trafimovová 8 |  | Aréna Riga, Riga Počet diváků: 350 Rozhodčí: Juris Kokainis (LAT), Georgios Tanatzis (GRE), Sergej Čebyšev (UKR) |
| 16. června 2009 17:15 | Report | Vardarlı, Palazoğlu 4                           | Asist.  | Marchanková 6              |  | Aréna Riga, Riga Počet diváků: 350 Rozhodčí: Juris Kokainis (LAT), Georgios Tanatzis (GRE), Sergej Čebyšev (UKR) |

| 16. června 2009 20:15 | Report | Francie                                        | 72 – 66 | Rusko        |  | Aréna Riga, Riga Počet diváků: 600 Rozhodčí: Vicente Bulto (ESP), Jasmina Tatičová (SRB), Václav Lukeš (CZE) |
| 16. června 2009 20:15 | Report | Skóre po čtvrtinách: 23:23, 18:13, 9:11, 22:19 |         |              |  | Aréna Riga, Riga Počet diváků: 600 Rozhodčí: Vicente Bulto (ESP), Jasmina Tatičová (SRB), Václav Lukeš (CZE) |
| 16. června 2009 20:15 | Report | Grudaová 17                                    | Body    | Hammon 18    |  | Aréna Riga, Riga Počet diváků: 600 Rozhodčí: Vicente Bulto (ESP), Jasmina Tatičová (SRB), Václav Lukeš (CZE) |
| 16. června 2009 20:15 | Report | Grudaová 6                                     | Dosk.   | Osipovová 10 |  | Aréna Riga, Riga Počet diváků: 600 Rozhodčí: Vicente Bulto (ESP), Jasmina Tatičová (SRB), Václav Lukeš (CZE) |
| 16. června 2009 20:15 | Report | Hermouet, Dumerc 4                             | Asist.  | Osipovová 3  |  | Aréna Riga, Riga Počet diváků: 600 Rozhodčí: Vicente Bulto (ESP), Jasmina Tatičová (SRB), Václav Lukeš (CZE) |

### Play off

#### Čtvrtfinále
| 17. června 2009 17:45 | Report | Slovensko                                                    | 68 – 70 | Bělorusko        | prodl. | Aréna Riga, Riga Počet diváků: 300 Rozhodčí: Seffi Shemmesh (ISR), Peter Bodnar (HUN), Grzegorz Bachanski (POL) |
| 17. června 2009 17:45 | Report | Skóre po čtvrtinách: 15:24, 8:12, 19:12, 18:12, Prodl.: 8:10 |         |                  | prodl. | Aréna Riga, Riga Počet diváků: 300 Rozhodčí: Seffi Shemmesh (ISR), Peter Bodnar (HUN), Grzegorz Bachanski (POL) |
| 17. června 2009 17:45 | Report | Žirková 23                                                   | Body    | Veramejenková 13 | prodl. | Aréna Riga, Riga Počet diváků: 300 Rozhodčí: Seffi Shemmesh (ISR), Peter Bodnar (HUN), Grzegorz Bachanski (POL) |
| 17. června 2009 17:45 | Report | Gyurcsi 11                                                   | Dosk.   | Leuchanková 12   | prodl. | Aréna Riga, Riga Počet diváků: 300 Rozhodčí: Seffi Shemmesh (ISR), Peter Bodnar (HUN), Grzegorz Bachanski (POL) |
| 17. června 2009 17:45 | Report | Žirková 2                                                    | Asist.  | Leuchanková 5    | prodl. | Aréna Riga, Riga Počet diváků: 300 Rozhodčí: Seffi Shemmesh (ISR), Peter Bodnar (HUN), Grzegorz Bachanski (POL) |

| 17. června 2009 20:15 | Report | Španělsko                                     | 61 – 42 | Itálie               |  | Aréna Riga, Riga Počet diváků: 300 Rozhodčí: Václav Lukeš (CZE), Marius Ciulin (ROU), Regis Bardera (FRA) |
| 17. června 2009 20:15 | Report | Skóre po čtvrtinách: 12:17, 17:11, 17:8, 15:6 |         |                      |  | Aréna Riga, Riga Počet diváků: 300 Rozhodčí: Václav Lukeš (CZE), Marius Ciulin (ROU), Regis Bardera (FRA) |
| 17. června 2009 20:15 | Report | Montañanová 10                                | Body    | Masciadri 10         |  | Aréna Riga, Riga Počet diváků: 300 Rozhodčí: Václav Lukeš (CZE), Marius Ciulin (ROU), Regis Bardera (FRA) |
| 17. června 2009 20:15 | Report | Macchi 18                                     | Dosk.   | Nicholls, Palauová 3 |  | Aréna Riga, Riga Počet diváků: 300 Rozhodčí: Václav Lukeš (CZE), Marius Ciulin (ROU), Regis Bardera (FRA) |
| 17. června 2009 20:15 | Report | Torrensová 7                                  | Asist.  | Cirone 4             |  | Aréna Riga, Riga Počet diváků: 300 Rozhodčí: Václav Lukeš (CZE), Marius Ciulin (ROU), Regis Bardera (FRA) |

| 18. června 2009 17:45 | Report | Francie                                        | 51 – 49 | Řecko       |  | Aréna Riga, Riga Počet diváků: 400 Rozhodčí: Mehmet Keseratar (TUR), Sergej Čebyšev(UKR), Antonio Conde (ESP) |
| 18. června 2009 17:45 | Report | Skóre po čtvrtinách: 10:7, 12:14, 15:13, 14:15 |         |             |  | Aréna Riga, Riga Počet diváků: 400 Rozhodčí: Mehmet Keseratar (TUR), Sergej Čebyšev(UKR), Antonio Conde (ESP) |
| 18. června 2009 17:45 | Report | Grudaová 16                                    | Body    | Maltsi 18   |  | Aréna Riga, Riga Počet diváků: 400 Rozhodčí: Mehmet Keseratar (TUR), Sergej Čebyšev(UKR), Antonio Conde (ESP) |
| 18. června 2009 17:45 | Report | Grudaová 10                                    | Dosk.   | Kalentzou 6 |  | Aréna Riga, Riga Počet diváků: 400 Rozhodčí: Mehmet Keseratar (TUR), Sergej Čebyšev(UKR), Antonio Conde (ESP) |
| 18. června 2009 17:45 | Report | Melain 5                                       | Asist.  | Kalentzou 3 |  | Aréna Riga, Riga Počet diváků: 400 Rozhodčí: Mehmet Keseratar (TUR), Sergej Čebyšev(UKR), Antonio Conde (ESP) |

| 18. června 2009 20:15 | Report | Rusko                                                         | 69 – 64 | Lotyšsko                     | prodl. | Aréna Riga, Riga Počet diváků: 8 800 Rozhodčí: Lars Klaar (SWE), Oliver Krause (GER), Marko Juraš (SRB) |
| 18. června 2009 20:15 | Report | Skóre po čtvrtinách: 14:15, 12:15, 13:7, 14:16, Prodl.: 16:11 |         |                              | prodl. | Aréna Riga, Riga Počet diváků: 8 800 Rozhodčí: Lars Klaar (SWE), Oliver Krause (GER), Marko Juraš (SRB) |
| 18. června 2009 20:15 | Report | Stěpanovová 16                                                | Body    | Jēkabsone-Žogota 23          | prodl. | Aréna Riga, Riga Počet diváků: 8 800 Rozhodčí: Lars Klaar (SWE), Oliver Krause (GER), Marko Juraš (SRB) |
| 18. června 2009 20:15 | Report | Stěpanovová, Abrosimovová 12                                  | Dosk.   | Jēkabsone-Žogota 8           | prodl. | Aréna Riga, Riga Počet diváků: 8 800 Rozhodčí: Lars Klaar (SWE), Oliver Krause (GER), Marko Juraš (SRB) |
| 18. června 2009 20:15 | Report | Korstinová, Stěpanovová 2                                     | Asist.  | Karklina, Jēkabsone-Žogota 2 | prodl. | Aréna Riga, Riga Počet diváků: 8 800 Rozhodčí: Lars Klaar (SWE), Oliver Krause (GER), Marko Juraš (SRB) |

#### Semifinále
| 19. června 2009 18:00 | Report | Bělorusko                                      | 56 – 64 | Francie     |  | Aréna Riga, Riga Počet diváků: 500 Rozhodčí: Juris Kokainis (LAT), Jasmina Tatičová (SRB), Marius Ciulin (ROU) |
| 19. června 2009 18:00 | Report | Skóre po čtvrtinách: 18:20, 16:20, 10:17, 12:7 |         |             |  | Aréna Riga, Riga Počet diváků: 500 Rozhodčí: Juris Kokainis (LAT), Jasmina Tatičová (SRB), Marius Ciulin (ROU) |
| 19. června 2009 18:00 | Report | Leuchanka 14                                   | Body    | Dumerc 13   |  | Aréna Riga, Riga Počet diváků: 500 Rozhodčí: Juris Kokainis (LAT), Jasmina Tatičová (SRB), Marius Ciulin (ROU) |
| 19. června 2009 18:00 | Report | Verameyenka 12                                 | Dosk.   | Grudaová 13 |  | Aréna Riga, Riga Počet diváků: 500 Rozhodčí: Juris Kokainis (LAT), Jasmina Tatičová (SRB), Marius Ciulin (ROU) |
| 19. června 2009 18:00 | Report | Verameyenka, Trafimava 3                       | Asist.  | Melain 5    |  | Aréna Riga, Riga Počet diváků: 500 Rozhodčí: Juris Kokainis (LAT), Jasmina Tatičová (SRB), Marius Ciulin (ROU) |

| 19. června 2009 20:15 | Report | Španělsko                                       | 61 – 77 | Rusko          |  | Aréna Riga, Riga Počet diváků: 1 800 Rozhodčí: Gianluca Mattioli (ITA), Georgios Tanatzis (GRE), Mehmet Keseratar (TUR) |
| 19. června 2009 20:15 | Report | Skóre po čtvrtinách: 13:15, 11:11, 18:22, 19:29 |         |                |  | Aréna Riga, Riga Počet diváků: 1 800 Rozhodčí: Gianluca Mattioli (ITA), Georgios Tanatzis (GRE), Mehmet Keseratar (TUR) |
| 19. června 2009 20:15 | Report | Torrensová 17                                   | Body    | Stěpanovová 16 |  | Aréna Riga, Riga Počet diváků: 1 800 Rozhodčí: Gianluca Mattioli (ITA), Georgios Tanatzis (GRE), Mehmet Keseratar (TUR) |
| 19. června 2009 20:15 | Report | Hammon 28                                       | Dosk.   | Aguilar 5      |  | Aréna Riga, Riga Počet diváků: 1 800 Rozhodčí: Gianluca Mattioli (ITA), Georgios Tanatzis (GRE), Mehmet Keseratar (TUR) |
| 19. června 2009 20:15 | Report | Pascua 7                                        | Asist.  | Osipovová 4    |  | Aréna Riga, Riga Počet diváků: 1 800 Rozhodčí: Gianluca Mattioli (ITA), Georgios Tanatzis (GRE), Mehmet Keseratar (TUR) |

#### Finále
| 20. června 2009 20:15 | Report | Rusko                                          | 53 – 57 | Francie     |  | Aréna Riga, Riga Počet diváků: 3 200 Rozhodčí: Lars Klaar (SWE), Seffi Shemmesh (ISR), Marko Juras (SRB) |
| 20. června 2009 20:15 | Report | Skóre po čtvrtinách: 10:12, 9:18, 14:16, 20:11 |         |             |  | Aréna Riga, Riga Počet diváků: 3 200 Rozhodčí: Lars Klaar (SWE), Seffi Shemmesh (ISR), Marko Juras (SRB) |
| 20. června 2009 20:15 | Report | Stěpanovová 13                                 | Body    | Grudaová 12 |  | Aréna Riga, Riga Počet diváků: 3 200 Rozhodčí: Lars Klaar (SWE), Seffi Shemmesh (ISR), Marko Juras (SRB) |
| 20. června 2009 20:15 | Report | Abrosimovová 11                                | Dosk.   | Grudaová 7  |  | Aréna Riga, Riga Počet diváků: 3 200 Rozhodčí: Lars Klaar (SWE), Seffi Shemmesh (ISR), Marko Juras (SRB) |
| 20. června 2009 20:15 | Report | Abrosimovová 4                                 | Asist.  | Melain 4    |  | Aréna Riga, Riga Počet diváků: 3 200 Rozhodčí: Lars Klaar (SWE), Seffi Shemmesh (ISR), Marko Juras (SRB) |

#### O 3. místo
| 20. června 2009 20:15 | Report | Španělsko                                      | 63 – 56 | Bělorusko        |  | Aréna Riga, Riga Počet diváků: 950 Rozhodčí: Juris Kokainis (LAT), Oliver Krause (GER), Nicolas Maestre (FRA) |
| 20. června 2009 20:15 | Report | Skóre po čtvrtinách: 13:8, 23:12, 13:20, 14:16 |         |                  |  | Aréna Riga, Riga Počet diváků: 950 Rozhodčí: Juris Kokainis (LAT), Oliver Krause (GER), Nicolas Maestre (FRA) |
| 20. června 2009 20:15 | Report | Montañanová 16                                 | Body    | Veramejenková 16 |  | Aréna Riga, Riga Počet diváků: 950 Rozhodčí: Juris Kokainis (LAT), Oliver Krause (GER), Nicolas Maestre (FRA) |
| 20. června 2009 20:15 | Report | Torrensová 9                                   | Dosk.   | Leuchanková 9    |  | Aréna Riga, Riga Počet diváků: 950 Rozhodčí: Juris Kokainis (LAT), Oliver Krause (GER), Nicolas Maestre (FRA) |
| 20. června 2009 20:15 | Report | Valdemoro 4                                    | Asist.  | Padabedová 5     |  | Aréna Riga, Riga Počet diváků: 950 Rozhodčí: Juris Kokainis (LAT), Oliver Krause (GER), Nicolas Maestre (FRA) |

#### O 5. - 8. místo
| 19. června 2009 13:30 | Report | Slovensko                                       | 59 – 64 | Řecko         |  | Aréna Riga, Riga Počet diváků: 150 Rozhodčí: Nicolas Maestre (FRA), Sergej Krug (RUS), Kati Nynäs (FIN) |
| 19. června 2009 13:30 | Report | Skóre po čtvrtinách: 11:17, 14:15, 22:10, 12:22 |         |               |  | Aréna Riga, Riga Počet diváků: 150 Rozhodčí: Nicolas Maestre (FRA), Sergej Krug (RUS), Kati Nynäs (FIN) |
| 19. června 2009 13:30 | Report | Gyurcsi 23                                      | Body    | Maltsi 23     |  | Aréna Riga, Riga Počet diváků: 150 Rozhodčí: Nicolas Maestre (FRA), Sergej Krug (RUS), Kati Nynäs (FIN) |
| 19. června 2009 13:30 | Report | Gyurcsi 12                                      | Dosk.   | Papamichail 9 |  | Aréna Riga, Riga Počet diváků: 150 Rozhodčí: Nicolas Maestre (FRA), Sergej Krug (RUS), Kati Nynäs (FIN) |
| 19. června 2009 13:30 | Report | Žirková 5                                       | Asist.  | 4 hráči 1     |  | Aréna Riga, Riga Počet diváků: 150 Rozhodčí: Nicolas Maestre (FRA), Sergej Krug (RUS), Kati Nynäs (FIN) |

| 19. června 2009 15:45 | Report | Itálie                                                       | 68 – 66 | Lotyšsko                   | prodl. | Aréna Riga, Riga Počet diváků: 1 500 Rozhodčí: Vicente Bulto (ESP), Jurgis Laurinavicius (LTU), Ilona Kittlerová (CZE) |
| 19. června 2009 15:45 | Report | Skóre po čtvrtinách: 10:25, 13:14, 18:11, 21:12, Prodl.: 6:4 |         |                            | prodl. | Aréna Riga, Riga Počet diváků: 1 500 Rozhodčí: Vicente Bulto (ESP), Jurgis Laurinavicius (LTU), Ilona Kittlerová (CZE) |
| 19. června 2009 15:45 | Report | Macchi 20                                                    | Body    | Baško 22                   | prodl. | Aréna Riga, Riga Počet diváků: 1 500 Rozhodčí: Vicente Bulto (ESP), Jurgis Laurinavicius (LTU), Ilona Kittlerová (CZE) |
| 19. června 2009 15:45 | Report | Masciadri 7                                                  | Dosk.   | Baško 7                    | prodl. | Aréna Riga, Riga Počet diváků: 1 500 Rozhodčí: Vicente Bulto (ESP), Jurgis Laurinavicius (LTU), Ilona Kittlerová (CZE) |
| 19. června 2009 15:45 | Report | Macchi 6                                                     | Asist.  | Eibele, Jēkabsone-Žogota 3 | prodl. | Aréna Riga, Riga Počet diváků: 1 500 Rozhodčí: Vicente Bulto (ESP), Jurgis Laurinavicius (LTU), Ilona Kittlerová (CZE) |

#### O 5. místo
| 20. června 2009 15:45 | Report | Itálie                                         | 56 – 60 | Řecko         |  | Aréna Riga, Riga Počet diváků: 300 Rozhodčí: Vicente Bulto (ESP), Marius Ciulin (ROU), Jaroslav Janáč (SVK) |
| 20. června 2009 15:45 | Report | Skóre po čtvrtinách: 15:18, 14:9, 17:13, 10:20 |         |               |  | Aréna Riga, Riga Počet diváků: 300 Rozhodčí: Vicente Bulto (ESP), Marius Ciulin (ROU), Jaroslav Janáč (SVK) |
| 20. června 2009 15:45 | Report | Macchi 22                                      | Body    | Maltsi 26     |  | Aréna Riga, Riga Počet diváků: 300 Rozhodčí: Vicente Bulto (ESP), Marius Ciulin (ROU), Jaroslav Janáč (SVK) |
| 20. června 2009 15:45 | Report | Masciadri 5                                    | Dosk.   | Papamichail 8 |  | Aréna Riga, Riga Počet diváků: 300 Rozhodčí: Vicente Bulto (ESP), Marius Ciulin (ROU), Jaroslav Janáč (SVK) |
| 20. června 2009 15:45 | Report | 4 hráči 1                                      | Asist.  | Kalentzou 7   |  | Aréna Riga, Riga Počet diváků: 300 Rozhodčí: Vicente Bulto (ESP), Marius Ciulin (ROU), Jaroslav Janáč (SVK) |

#### O 7. místo
| 20. června 2009 13:30 | Report | Lotyšsko                                        | 67 – 59 | Slovensko          |  | Aréna Riga, Riga Počet diváků: 700 Rozhodčí: Fedor Dmitriev (BLR), Aare Halliko (EST), Maria Argirou (GRE) |
| 20. června 2009 13:30 | Report | Skóre po čtvrtinách: 13:17, 18:10, 21:18, 15:14 |         |                    |  | Aréna Riga, Riga Počet diváků: 700 Rozhodčí: Fedor Dmitriev (BLR), Aare Halliko (EST), Maria Argirou (GRE) |
| 20. června 2009 13:30 | Report | Niedola 16                                      | Body    | Kupčíková 13       |  | Aréna Riga, Riga Počet diváků: 700 Rozhodčí: Fedor Dmitriev (BLR), Aare Halliko (EST), Maria Argirou (GRE) |
| 20. června 2009 13:30 | Report | Niedola 11                                      | Dosk.   | Gyurcsi, Žirková 6 |  | Aréna Riga, Riga Počet diváků: 700 Rozhodčí: Fedor Dmitriev (BLR), Aare Halliko (EST), Maria Argirou (GRE) |
| 20. června 2009 13:30 | Report | Baško 7                                         | Asist.  | 3 hráči 3          |  | Aréna Riga, Riga Počet diváků: 700 Rozhodčí: Fedor Dmitriev (BLR), Aare Halliko (EST), Maria Argirou (GRE) |

## Konečné pořadí
| Pořadí           | Tým       | Z | V | P | Skóre   | B  |
| ---------------- | --------- | - | - | - | ------- | -- |
| Zlatá medaile    | Francie   | 9 | 9 | 0 | 568:514 | 18 |
| Stříbrná medaile | Rusko     | 9 | 7 | 2 | 604:514 | 16 |
| Bronzová medaile | Španělsko | 9 | 8 | 1 | 608:510 | 17 |
| 4.               | Bělorusko | 9 | 4 | 5 | 580:592 | 13 |
| 5.               | Řecko     | 9 | 5 | 4 | 529:510 | 14 |
| 6.               | Itálie    | 9 | 4 | 5 | 559:574 | 13 |
| 7.               | Lotyšsko  | 9 | 5 | 4 | 623:567 | 14 |
| 8.               | Slovensko | 9 | 4 | 5 | 582:569 | 13 |
| 9.               | Turecko   | 6 | 3 | 3 | 372:395 | 9  |
| 9.               | Česko     | 6 | 2 | 4 | 370:403 | 8  |
| 11.              | Polsko    | 6 | 2 | 4 | 353:413 | 8  |
| 11.              | Litva     | 6 | 1 | 5 | 357:368 | 7  |
| 13.              | Izrael    | 3 | 0 | 3 | 210:229 | 3  |
| 13.              | Maďarsko  | 3 | 0 | 3 | 155:195 | 3  |
| 13.              | Ukrajina  | 3 | 0 | 3 | 191:241 | 3  |
| 13.              | Srbsko    | 3 | 0 | 3 | 141:208 | 3  |